# Ohaem I
Ohaem I is een bestuurslaag in het regentschap Kupang van de provincie Oost-Nusa Tenggara, Indonesië. Ohaem I telt 1776 inwoners (volkstelling 2010).